# فیث توماس
فیث توماس (انگلیسی: Faith Thomas؛ ۲۴ آوریل ۱۹۰۲ – ۷ اوت ۱۹۸۲) فیلم‌نامه‌نویس اهل ایالات متحده آمریکا بود.
از فیلم‌هایی که وی در آن‌ها نقش داشته‌است، می‌توان به راه گریزی ندارم اشاره نمود.